# Phil Morris
Phillip Morris (Iowa City, 4 aprile 1959) è un attore e doppiatore statunitense.

## Biografia
Phil Morris nasce ad Iowa City in Iowa, figlio dell'attore Greg Morris e di Leona Morris (nata Keyes). È il fratello minore dell'attrice Iona Morris. Oltre ad essere un attore è anche un praticante del Wing Chun Kung Fu.

### Carriera
La carriera dell'attore inizia nel 1966, anno in cui, ancora bambino, appare in un episodio della serie televisiva Star Trek. La serie, a quel tempo, veniva prodotta nello stesso studio in cui veniva prodotto anche Missione impossibile, serie in cui stava lavorando suo padre. Star Trek è stato molto importante per la carriera di Phil, infatti oltre al debutto televisivo lo portò anche al debutto cinematografico nel 1984 anno in cui recitò in un ruolo minore nel film Star Trek III - Alla ricerca di Spock. Successivamente è apparso anche come guest star nelle serie Star Trek: Deep Space Nine e Star Trek: Voyager.
Tra il 1984 e il 1986 ha recitato nella soap opera della CBS Febbre d'amore, nel ruolo dello studente di legge (e successivamente avvocato) Tyrone Jackson. Nel corso della serie il suo personaggio dovette usare un travestimento per sembrare caucasico, in modo da intrufolarsi e spiare un'organizzazione della criminalità organizzata.
Tra il 1988 e il 1990 ha recitato nella serie televisiva Il ritorno di Missione impossibile nel ruolo di Grant Collier, figlio di Barney Collier interpretato nella serie originale da suo padre.
Durante gli anni novanta è apparso in due serie televisive come personaggio ricorrente: in Seinfeld interpreta Jackie Chiles, avvocato difensore ispirato a Johnnie Cochran e in Melrose Place dove interpreta Walter.
Negli ultimi anni Phil Morris è conosciuto soprattutto per le sue apparizioni nel ruolo del supereroe della DC Comics Martian Manhunter nella serie televisiva della The CW Smallville. È apparso per la prima volta nella serie il 16 novembre 2006 nel episodio della sesta stagione Frequenze ed è successivamente apparso anche nelle stagioni successive.
Nel 2008 è apparso nel film 3ciento - Chi l'ha duro... la vince con Sean Maguire e Kevin Sorbo, nel ruolo del messaggero persiano ed è apparso in due ruoli della serie televisiva Terminator: The Sarah Connor Chronicles.
Phil Morris è molto attivo anche come doppiatore. Ha prestato la sua voce al Dr. Joshua Strongbear Dolce nel film d'animazione Disney del 2001 Atlantis - L'impero perduto e nel suo sequel del 2003 Atlantis - Il ritorno di Milo. Ha doppiato Vandal Savage in sette episodi della serie animata Justice League Unlimited e Imperiex in alcuni episodi di Legion of Super Heroes. Tra il 2008 e il 2010 ha inoltre doppiato il personaggio di Doc Saturday in The Secret Saturdays.

Possiamo sentire la voce di Morris anche in alcuni videogiochi tra cui Ratchet: Gladiator e Command & Conquer 3: Tiberium Wars

## Filmografia parziale

### Attore

#### Cinema
- Star Trek III - Alla ricerca di Spock (Star Trek III: The Search for Spock), regia di Leonard Nimoy (1984)
- Investigazioni private (P.I. Private Investigations), regia di Nigel Dick (1987)
- Il serpente d'oro (Mission Impossible: The Golden Serpent), regia di Don Chaffey (1989)
- Una promessa è una promessa (Jingle All the Way), regia di Brian Levant (1996)
- Sesso & potere (Wag the Dog), regia di Barry Levinson (1997)
- Il fascino del male (Devil in the Flesh), regia di Steve Cohen (1998)
- Il sapore del sangue (Clay Pigeons), regia di David Dobkin (1998)
- 3 Strikes, regia di DJ Pooh (2000)
- Frostbite, regia di Jonathan Baker Schwartz (2005)
- Abominable, regia di Ryan Schifrin (2006)
- 3ciento - Chi l'ha duro... la vince (Meet the Spartans), regia di Jason Friedberg e Aaron Seltzer (2008)
- Black Dynamite, regia di Scott Sanders (2009)
- Stonerville, regia di Bill Corcoran (2010)
- Ghosts of the Ozarks, regia di Jordan Wayne Long e Matt Glass (2021)

#### Televisione
- Star Trek (Star Trek: The Original Series) - serie TV, episodio 1x12 (1966)
- Vega$ (Vegas) - serie TV, episodio 2x12 (1980)
- Mago Merlino (Mr. Merlin) - serie TV, 4 episodi (1981)
- Hotel - serie TV, episodio 1x19 (1984)
- Brothers - serie TV, episodio 2x21 (1985)
- Webster – serie TV, 2 episodi (1985)
- Febbre d'amore (The Young and the Restless) - serie TV, (1986)
- Nancy, Sonny & Co. (It's a Living) – serie TV, 4 episodi (1986-1988)
- Supercar (Knight Rider) - serie TV, episodio 4x19 (1986)
- Tutti per uno (Marblehead Manor) - serie TV, 24 episodi (1987-1988)
- 227 – serie TV, episodio 3x21 (1988)
- Cin cin (Cheers) - serie TV, episodio 6x23 (1988)
- Il ritorno di Missione impossibile (Mission: Impossible) – serie TV, 35 episodi (1988-1990)
- Lucky/Chances – miniserie TV (1990)
- Linea diretta (WIOU) – serie TV, 14 episodi (1990-1991)
- La signora in giallo (Murder, She Wrote) – serie TV, episodio 10x05 (1993)
- Seinfeld – serie TV, 5 episodi (1993-1998)
- Willy, il principe di Bel-Air (The Fresh Prince of Bel-Air) - serie TV, episodio 4x11 (1993)
- Tracks of Glory – miniserie TV (1994)
- Guardia del corpo (Pointman) – serie TV, 1 episodio (1995)
- Living Single – serie TV, 1 episodio (1995)
- Un detective in corsia (Diagnosis Murder) – serie TV, 2 episodi (1995-1997)
- Babylon 5 – serie TV, episodio 3x10 (1996)
- The Wayans Bros. - serie TV, episodio 3x03 (1996)
- Lush Life – serie TV, 1 episodio (1996)
- Martin – serie TV, 2 episodi (1996-1997)
- Melrose Place – serie TV, 7 episodi (1996-1997)
- Star Trek: Deep Space Nine - serie TV, episodi 5x03 e 6x02 (1996-1997)
- In the House – serie TV, 4 episodi (1997)
- JAG - Avvocati in divisa (JAG) – serie TV, 2 episodi (1997-2005)
- Mr. Cooper (Hangin' with Mr. Cooper) - serie TV, episodio 5x05 (1997)
- The Jamie Foxx Show – serie TV, 1 episodio (1997)
- The Steve Harvey Show – serie TV, 1 episodio (1997)
- Love Boat - The Next Wave (The Love Boat: The Next Wave) – serie TV, 7 episodi (1998-1999)
- The Tony Danza Show - serie TV, 1 episodio (1998)
- Beverly Hills 90210 - serie TV, episodio 10x01 (1999)
- Incognito – film TV (1999)
- Moesha – serie TV, 2 episodi (1999)
- Star Trek: Voyager – serie TV, episodio 6x08 (1999)
- Da un giorno all'altro (Any Day Now) – serie TV, episodio 3x07 (2000)
- Girlfriends – serie TV, 4 episodi (2001)
- Seven Days – serie TV, episodio 3x18 (2001)
- Wanda at Large – serie TV, 25 episodi (2003)
- Give Me Five (Quintuplets) – serie TV, episodio 1x19 (2004)
- Still Standing - serie TV, episodio 3x07 (2004)
- The Tracy Morgan Show – serie TV, 1 episodio (2004)
- All of Us - serie TV, 1 episodi0 (2005)
- Fat Actress - serie TV, 7 episodio 1x01 (2005)
- Will & Grace - serie TV, episodio 7x20 (2005)
- NCIS - Unità anticrimine (NCIS) - serie TV, episodio 3x13 (2006)
- Smallville – serie TV, 11 episodi (2006-2010)
- CSI: Miami - serie TV, episodio 5x20 (2007)
- Terminator: The Sarah Connor Chronicles – serie TV, 3 episodi (2008-2009)
- Love that girl – serie TV, 63 episodi (2010-2014)
- Warren the Ape – serie TV, 1 episodio (2010)
- A tutto ritmo (Shake It Up) – serie TV, 75 episodi (2011-2013)
- Hot in Cleveland – serie TV, episodio 3x05 (2011)
- Baby Daddy – serie TV, 3 episodi (2014-2016)
- Girl Meets World - serie TV, episodio 2x13 (2015)
- Kirby Buckets - serie TV, 2 episodi (2015-2016)
- Black-ish – serie TV, episodio 2x20 (2016)
- Le amiche di mamma (Fuller House) - serie TV, episodio 2x22 (2016)
- Pure Genius – serie TV, episodio 1x03 (2016)
- Powerless – serie TV, episodio 1x10 (2017)
- NCIS: Los Angeles – serie TV, episodio episodio 9x09 (2017)
- 9JKL - Scomodi vicini (9JKL) - serie TV, episodio 1x14 (2018)
- Angie Tribeca – serie TV, episodio 4x08 (2018)
- Work in progress – serie TV, 6 episodi (2018)
- Bosch: l'eredità (Bosch: Legacy) – serie TV, 8 episodi (2022)

### Doppiatore
- Atlantis - L'impero perduto (Atlantis: The Lost Empire), regia di Gary Trousdale e Kirk Wise (2001)
- Atlantis - Il ritorno di Milo (Atlantis: Milo's Return), regia di Victor Cook e Toby Shelton (2003)
- Danny Phantom, di Butch Hartman (2004-2007)
- American Dragon: Jake Long, regia di Steve Loter, Nicholas Filippi, Christian Roman (2006-2007)
- Underdog - Storia di un vero supereroe (Underdog), regia di Frederik Du Chau (2007)
- Justice League: The New Frontier, regia di Dave Bullock (2008)

### Videogiochi
- Days Gone (2019)

## Doppiatori italiani
Nelle versioni in italiano delle opere in cui ha recitato, Phil Morris è stato doppiato da:
- Alessandro Rossi in Atlantis - L'impero perduto, Atlantis - Il ritorno di Milo
- Roberto Draghetti in CSI: Miami, Smallville
- Paolo Marchese in Baby Daddy, Doom Patrol
- Luca Dal Fabbro in Il ritorno di Missione impossibile
- Oliviero Dinelli in Smoke City
- Stefano Mondini in Love Boat - The Next Wave
- Giuliano Santi in NCIS - Unità anticrimine
- Massimiliano Plinio in Smallville (ep. 6x22)
- Michele Kalamera in NCIS: Los Angeles
- Stefano Benassi in Bosch: l'eredità
- Alberto Angrisano in 3ciento - Chi l'ha duro... la vince
- Enrico Di Troia in La signora in giallo

Da doppiatore è sostituito da
- Vladimiro Conti in Aqua Teen Hunger Force
- Alessandro Ballico in Craig, Scooby-Doo! e il tesoro del Cavaliere Nero
- Edoardo Stoppacciaro in Scooby-Doo! e il tesoro del Cavaliere Nero
- Tony Sansone in Days Gone [1]